# Super Aguri SA06
Vous lisez un « article de qualité » labellisé en 2022.
Chronologie des modèles (2006)
Super Aguri SA05 Super Aguri SA07
La Super Aguri SA06, deuxième monoplace de Formule 1 de l'écurie japonaise Super Aguri Formula 1 Team, est engagée lors des sept derniers Grands Prix du championnat du monde 2006. Elle est pilotée par les Japonais Takuma Satō et Sakon Yamamoto. Ce dernier, pilote-essayeur de l'écurie en début de saison, remplace le Français Franck Montagny lors du Grand Prix d'Allemagne où la SA06 fait ses débuts en compétition.
L'engagement en course de la Super Aguri SA06, conçue par les ingénieurs Peter McCool et Ben Wood, est prévu dès la quatrième manche de la saison, mais son développement est retardé à cause du choix de la nouvelle boîte de vitesses, désormais conçue par Honda, et d'une panne technique de cinq jours qui a affecté la soufflerie de l'écurie en mai.
Annoncée comme une monoplace nouvelle, la SA06 est en réalité une évolution de la SA05 de début de saison, elle-même issue de l'Arrows A23 de 2002. Propulsée par un moteur V8 Honda et chaussée de pneumatiques Bridgestone, elle se distingue de sa devancière par une nouvelle géométrie de suspension arrière, inspirée de celle de la Honda RA106, et d'une nouvelle aérodynamique.
La SA05 rendait environ une seconde par tour aux pilotes engagés par l'écurie Midland F1 Racing, sa plus proche rivale, et jusqu'à cinq secondes aux voitures les plus véloces du plateau. La SA06 permet à ses pilotes de combler l'écart et de rivaliser avec Midland et la Scuderia Toro Rosso, même si elle reste reléguée en fond de grille.
Au terme du championnat, Super Aguri se classe à la onzième et dernière place du championnat du monde des constructeurs, sans avoir marqué de point ; sa meilleure performance est une dixième place obtenue par Takuma Satō au Grand Prix du Brésil. Elle reçoit pourtant le fervent soutien du public nippon, au détriment de Toyota et Honda, les deux autres grandes écuries japonaises présentes dans la catégorie-reine du sport automobile.

## Contexte et développement

### La naissance de l'écurie Super Aguri

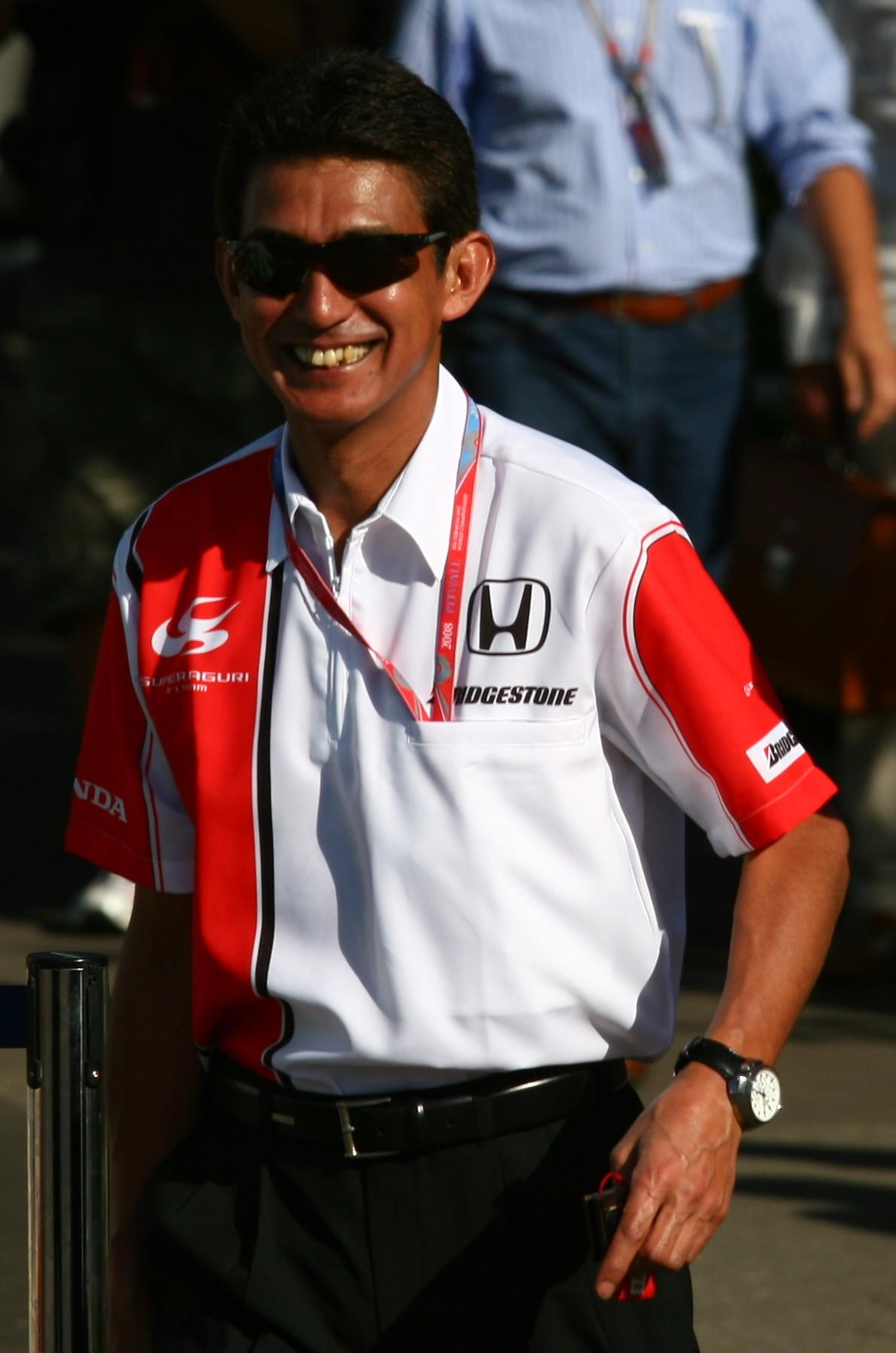
Aguri Suzuki (ici en 2008), le fondateur de l'écurie Super Aguri qui fait ses débuts en Formule 1 en 2006.

Pendant l'intersaison 2005-2006 de Formule 1, Honda, qui possède 45 % de British American Racing, acquiert intégralement l'écurie un an avant la date prévue du retrait de British American Tobacco, détenteur des 55 % restants,. Les dirigeants de la nouvelle écurie Honda Racing F1 Team se mettent en quête d'un pilote très expérimenté pour atteindre leurs objectifs de victoires et de titres. Pour contrer une rumeur insistante sur le remplacement de Takuma Satō, Honda précise que l'avenir du pilote japonais n'est pas menacé et que le vétéran Rubens Barrichello vient d'être recruté. Le Britannique Jenson Button, pourtant lié contractuellement pour trois ans avec Williams à partir de 2006, dénonce alors son contrat pour poursuivre avec Honda,. Avec désormais trois pilotes pour deux places de titulaires, les dirigeants japonais décident de se passer du moins capé, Takuma Satō, désormais sans volant pour 2006, alors que le marché des transferts est clos.
Cette éviction provoque immédiatement un vent de protestation au Japon, où Satō est très populaire. Lors du salon automobile de Tokyo, une semaine seulement avant le Grand Prix du Japon, les responsables de Honda sont assaillis de remarques acerbes de visiteurs courroucés par la mise à l'écart de leur pilote fétiche. Certains menacent même de ne plus jamais acheter une voiture de marque Honda,,,.
Face à un tel camouflet, Honda n'a d'autre solution, pour préserver son image de marque, que de participer à la création de toutes pièces d'une nouvelle écurie de Formule 1 dotée de moteurs V8 Honda où Takuma Satō pourrait trouver refuge. À l'occasion du Grand Prix du Japon, Takuma Satō annonce aux médias, sans avoir reçu l'aval de sa hiérarchie, l'intention de Honda de soutenir une seconde équipe de Formule 1.
Malgré le scepticisme général compte tenu de la brièveté des délais (le championnat 2006 débutant dès le mois de mars), Aguri Suzuki annonce le 1er novembre 2005, à l'occasion d'une conférence de presse, la création de son écurie ainsi que son intention de s'engager en championnat du monde dès 2006. La nouvelle écurie est baptisée « Super Aguri F1 Team » et reprend le prénom de son fondateur, pour ne pas associer Honda à Suzuki, un de ses concurrents commerciaux,. Lors de cette conférence de presse, Aguri Suzuki annonce que le siège social de Super Aguri est installé à Tokyo et que l'ancienne usine de l'écurie Arrows, à Leafield au Royaume-Uni, a été louée à l'homme d'affaires John Menard, une solution provisoire puisque Super Aguri projette d'installer toutes ses infrastructures à Brackley, près de celles de Honda Racing F1 Team.

### L'adaptation de l'Arrows A23 de 2002

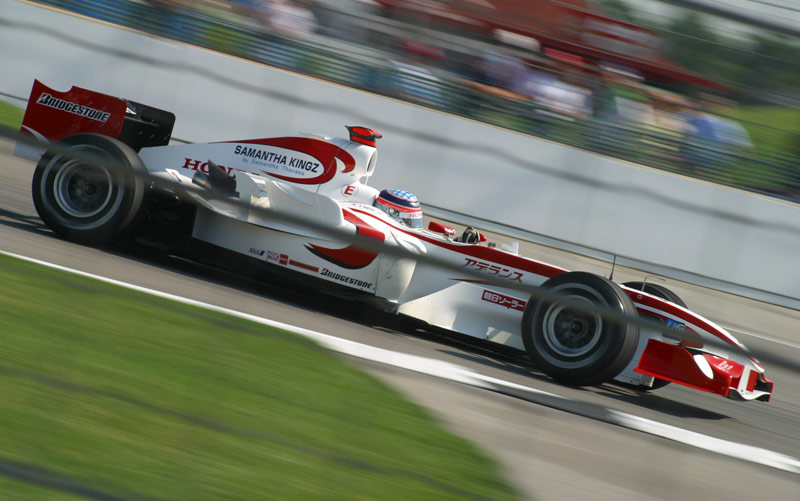
La Super Aguri SA05, ici au Grand Prix des États-Unis 2006 avec Takuma Satō, est la monoplace la plus lente de la première moitié du championnat.

Super Aguri, dont l'engagement en championnat a été très tardif, ne dispose ni d'assez de temps ni d'assez d'argent (le budget de l'écurie est de 85 millions de dollars, le moteur étant fourni gratuitement par Honda) ni de suffisamment de personnel (seulement une centaine d'employés,) pour construire son propre châssis. L'écurie envisage alors d'engager la BAR 007 de la saison précédente.
Or, le règlement oblige toute nouvelle écurie engagée à produire son propre châssis et Honda refuse de céder la BAR 007. Super Aguri, qui loue les installations techniques de l'ancienne écurie Arrows, rachète alors à Paul Stoddart, ancien propriétaire de la Scuderia Minardi, des châssis Arrows A23 en sa possession. Ces anciens châssis, dont la conception date de 2001 et dont le dernier engagement en compétition remonte à 2002, servent de base de travail aux ingénieurs japonais pour la mise au point de la SA05,.
L'essentiel du travail du designer Peter McCool, sous la houlette de Mark Preston et Daniele Audetto, ancien directeur technique de Ferrari et impliqué en Formule 1 au sein de l'ancienne écurie Arrows, consiste à mettre aux normes du règlement technique 2006 le vieux châssis Arrows conçu par Sergio Rinland,. Cela ne va pas sans poser de nombreux problèmes dans la mesure où l'A23 abritait un moteur V10 de 3 000 cm3 tandis que le règlement en vigueur impose des blocs V8 de 2 400 cm3. Le châssis ne permet pas une bonne intégration du V8 Honda RA806E car son centre de gravité et ses points d'ancrage sont différents de ceux d'un V10 : l'équipe technique est contrainte d'utiliser des entretoises en carbone pour combler l'espace laissé vacant à la suite de l'implantation du V8. Les problèmes les plus handicapants causés par la nouvelle architecture moteur sont les vibrations importantes causées par le V8 ainsi qu'une rigidité châssis-moteur réduite. Quelques maigres avantages apparaissent toutefois puisque le V8 est plus léger, plus compact (le vilebrequin est placé plus bas) et l'utilisation des entretoises réglables permet de jouer plus facilement sur la répartition des masses.
En course, la SA05 est, de loin, la monoplace la plus lente du plateau et rend environ une seconde au tour à la Midland M16, sa principale rivale et jusqu'à cinq secondes aux pilotes de tête. Abonnée au fond de grille, elle obtient pour meilleur résultat une douzième place lors du Grand Prix d'Australie avec Takuma Satō à son bord. La SA05 s’avère également délicate à piloter puisqu'elle manque régulièrement d'adhérence. À l'issue du dernier engagement de cette voiture, en France, Aguri Suzuki admet que la SA05 n'est « pas une voiture de compétition »,.

### Un projet de nouvelle monoplace retardé puis réduit à une évolution de la précédente
Aguri Suzuki, conscient du « bricolage » de sa monoplace, annonce, pour rassurer ses commanditaires, que la Super Aguri SA05 n'est qu'une voiture provisoire et que ses ingénieurs planchent sur une nouvelle monoplace appelée à faire son apparition en cours de saison, au Grand Prix de Saint-Marin. Aguri Suzuki pense avoir besoin de trois courses pour tirer le maximum de la SA05 et pouvoir développer en parallèle la nouvelle monoplace. Celle-ci doit être engagée dès le quatrième Grand Prix de l'année afin d'atteindre son plein rendement pour son Grand Prix national, en fin de saison. Finalement, le projet est repoussé au Grand Prix d'Espagne, sixième manche de la saison,.
Jamais ce nouveau châssis ne fera son apparition : la SA06, dévoilée lors du Grand Prix d'Allemagne, avec huit courses de retard sur le tableau de marche initialement prévu, n'est qu'une évolution de sa devancière et non une monoplace totalement inédite. Le Chief Technical Officer, Mark Preston, ne se rend plus sur les circuits depuis le Grand Prix du Canada pour superviser la finalisation de la nouvelle monoplace. Pour autant, cette dernière a pris du retard à cause du choix de la nouvelle boîte de vitesses. Elle subit également la panne technique de cinq jours qui a affecté la soufflerie de l'écurie en mai. Néanmoins, le châssis a passé avec succès les crash tests d'homologation de la Fédération internationale de l'automobile,,.

## Création de la monoplace

### Aspects techniques

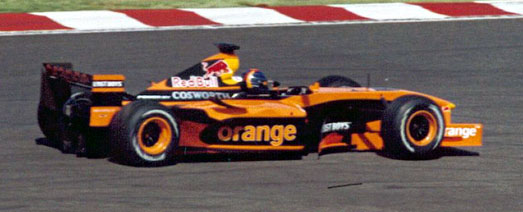
La Super Aguri SA06 est en réalité une troisième évolution de l'Arrows A23, engagée en 2002.

La Super Aguri SA06 est développée par l'ingénieur en chef Peter McCool et l'aérodynamicien Ben Wood sous la supervision du directeur technique Mike Preston. Elle devait être une monoplace entièrement nouvelle, mais se révèle finalement n'être qu'une profonde évolution de la SA05. Celle-ci demeure dérivée de l'ancien châssis Arrows A23, à tel point que les observateurs la rebaptisent « Arrows A23C ». Tout comme sa devancière, la SA06 affiche une masse de 600 kilogrammes avec son pilote et la caméra, est large de 1 800 mm et haute de 950 mm. La Super Aguri SA06 est dotée d'un châssis monocoque en nid d'abeille en fibre de carbone ; son empattement est de 3 100 mm, la voie avant de 1 472 mm tandis que la voie arrière est de 1 422 mm. Néanmoins, elle se démarque par une longueur de 4 666 mm, 46 mm de plus que la SA05, et par un châssis plus léger de 20 kilogrammes, ce qui permet aux techniciens de jouer sur le lest de répartition du poids,. La livrée blanche et rouge est modifiée pour laisser plus de place au rouge.
Si la SA05 arbore, comme sa devancière, une suspension avant à double quille composée d'une barre antiroulis, de triangles, de barres de torsion et d'un poussoir actionnant des amortisseurs fournis par Sachs, la géométrie de suspension arrière à ressorts hélicoïdaux est retravaillée en s'inspirant de celle de la RA106. L'aérodynamique de la SA06 est également révisée mais reste indépendante des développements imaginés par le constructeur japonais.
À l'instar de sa devancière et de la Honda RA106, la SA06 est propulsée par un moteur V8 Honda RA806E de 2 398 cm3 de cylindrée développant 700 chevaux à 19 000 tours par minute. Ce bloc, ouvert à 90° et d'une masse de 95 kilogrammes, possède quatre soupapes par cylindre. Il est implanté 15 mm à 17 mm plus bas qu'auparavant, ce qui offre un meilleur centre de gravité à la monoplace. La transmission est assurée par une nouvelle boîte de vitesses semi-automatique en aluminium et à commande électro-hydraulique, à sept vitesses, produite en interne et avec le partenariat de Honda, pour remplacer l'ancienne transmission en carbone d'origine Arrows, plus lourde. Les disques de frein en carbone sont conçus par AP Racing et Hitco. La monoplace est chaussée de pneumatiques Bridgestone, montés sur des roues fournies par BBS,,.
Ces évolutions donnent quelques ambitions à Super Aguri qui espère désormais dépasser l'écurie russe Midland F1 Racing en matière de performance.

### Essais de déverminage
Le 19 juillet 2006, Takuma Satō effectue le déverminage de la Super Aguri SA06 sur la version Stowe du circuit de Silverstone, au Royaume-Uni. Ce tracé, très court, ne permet pas d'évaluer les performances de la SA06 mais plutôt de vérifier son fonctionnement. Le Japonais boucle son programme d'essais sans souci majeur et se dit satisfait d'une voiture qui « se comporte bien ». Le lendemain, Sakon Yamamoto prend le volant et ne connaît pas non plus de problème important sur sa monoplace, estimant que celle-ci « s'améliorait constamment au cours de la journée ». Les spécialistes estiment que la SA06 devraient permettre d'améliorer les performances de Super Aguri en championnat et de rivaliser avec Midland F1 Racing, l'autre écurie de fond de grille du plateau. En outre, selon Franck Montagny, le moteur Honda, placé plus bas dans le châssis, et la nouvelle boîte de vitesses conçue en partenariat avec le constructeur japonais, pourrait apporter un gain de plusieurs secondes au tour,,.

## Choix des pilotes

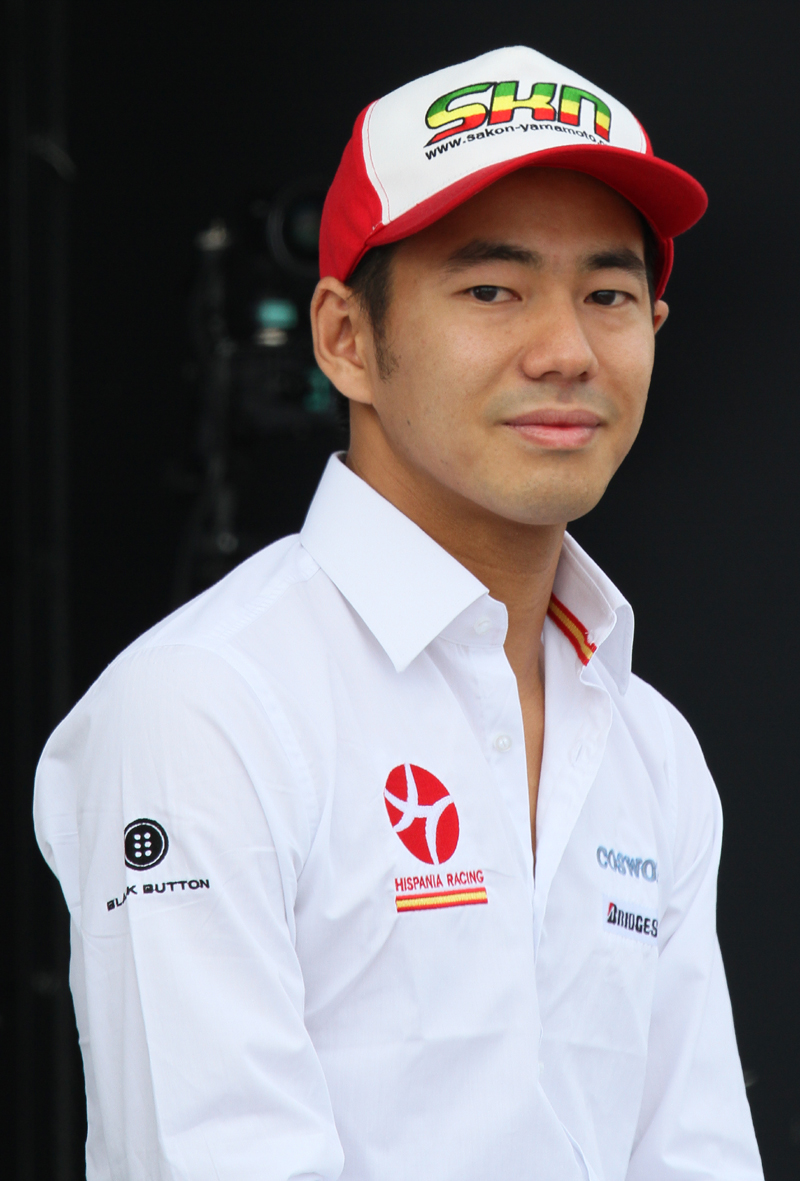
Sakon Yamamoto (ici en 2010) est titularisé au détriment de Franck Montagny pour les sept dernières manches de la saison.

Le premier pilote engagé à bord de la Super Aguri SA06 est le Japonais Takuma Satō, autour duquel l'écurie a été fondée. Lors de la première partie de la saison 2006, il domine son premier équipier Yuji Ide tandis que son remplaçant, Franck Montagny, fait jeu égal avec lui. Sa meilleure performance en course est une douzième place, obtenue lors du Grand Prix d'Australie.
Le deuxième pilote est le Japonais Sakon Yamamoto ; pilote-essayeur de l'écurie, sa titularisation est annoncée peu avant le Grand Prix de France, pour le Grand Prix d'Allemagne, en remplacement de Franck Montagny. Yamamoto a déjà piloté en Formule 1, en tant que troisième pilote lors des premiers essais libres du vendredi, d'abord avec Jordan Grand Prix lors du Grand Prix du Japon (où il domine d'au moins une seconde au tour les titulaires Narain Karthikeyan et Tiago Monteiro) puis avec Super Aguri pour les quatre dernières manches lors desquelles la SA05 est engagée. Aguri Suzuki se dit pleinement satisfait du travail accompli par le Français mais justifie son remplacement par le fait que l'éviction de Yuji Ide a porté atteinte à l'image de Super Aguri dans son pays et que cette pression l'a poussé à recruter un nouveau pilote japonais. Le Français retrouve alors son poste de troisième pilote et officie désormais lors de la première séance d'essais libres en Grand Prix.
Néanmoins, Yamamoto pourrait ne pas être prolongé à l'issue de la saison. D'après les observateurs, le détenteur des droits commerciaux de la Formule 1, Bernie Ecclestone, désireux d'assurer l'intérêt du public français pour la catégorie reine du sport automobile, ferait pression sur l'écurie japonaise pour titulariser Montagny en 2007. En plus, la Fédération française du sport automobile a décidé de l'aider à trouver des commanditaires pour financer un baquet et Super Aguri aurait moins besoin d'affirmer son identité nippone après sa première année d'existence. En outre, le Japonais Hiroki Yoshimoto, engagé en GP2 Series, et le Britannique Anthony Davidson, soutenu par Honda, sont également cités pour occuper ce second baquet aux côtés de Takuma Satō,.

## Engagement en championnat du monde de Formule 1

### Allemagne: test grandeur nature
La SA06 fait ses débuts en compétition lors du Grand Prix d'Allemagne disputé du 28 au 30 juillet sur le circuit d'Hockenheim. Aguri Suzuki reste optimiste quant au potentiel de la voiture : « la saison 2006 commence vraiment » à l'occasion de cette douzième manche, tant la SA05 engagée auparavant était peu compétitive.
Lors des premiers essais libres, le vendredi matin, Super Aguri poursuit la découverte de la SA06 entamée la semaine précédente afin d'éliminer ses problèmes de naissance. Takuma Satō, quinzième, tourne en 1 min 20 s 132, à 3,7 secondes du temps de référence établi par Alexander Wurz (Williams-Cosworth) mais devance les pilotes Midland F1 Racing, Christijan Albers et Tiago Monteiro,  de quelques centièmes de seconde. Il se dit satisfait de la tenue de route de sa monoplace qui offre plus de stabilité et une meilleure vitesse dans les virages. Sakon Yamamoto est dix-neuvième et avant-dernier de la séance (cinq pilotes n'ont réalisé aucun tour chronométré) à 1,1 seconde de son équipier,,. L'après-midi, les deux monoplaces sont victimes d'un problème hydraulique : Satō, vingt-sixième, ne boucle que huit tours, dont un en 1 min 19 s 365, à 3,1 secondes du meilleur temps établi par Robert Kubica (BMW Sauber) tandis que Yamamoto, vingt-septième et dernier, réalise deux tours d'installation,,. Enfin, lors de la dernière séance d'essais, le samedi matin, les pilotes, à la faveur de bons réglages, souhaitent exploiter le plein potentiel de la SA06. Yamamoto, dix-neuvième en 1 min 18 s 643, devance son compatriote de vingt-cinq millièmes de secondes et Albers (Midland) de six dixièmes. Il rend trois secondes au meilleur temps de Christian Klien (Red Bull-Ferrari) et, surtout, sort violemment de la piste dans le dernier virage du circuit après un tête-à-queue, endommageant gravement sa monoplace,,,.
En qualifications, Takuma Satō réalise le dix-neuvième temps, en 1 min 17 s 185, à 3,1 secondes de la pole position de Kimi Räikkönen (McLaren-Mercedes). Il devance, pour la première fois de la saison, Tiago Monteiro, vingtième, de six dixièmes de secondes et Sakon Yamamoto, vingt-et-unième en 1 min 20 s 444, dont la monoplace n'est pas réparée à temps et doit se contenter de la SA05, qui sert désormais de voiture-mulet à l'écurie,. Cependant, en raison des dix places de pénalité infligées à Jarno Trulli (Toyota) et Christijan Albers pour changement de moteur, Satō obtient la dix-septième place sur la grille tandis que Yamamoto, qui lui aussi remplace son moteur Honda, s'élance de la voie des stands.
Aguri Suzuki est satisfait des qualifications. Il souligne que la SA06 ne bénéficie pas encore de son package complet de développement mais se donne pour objectif d'avoir les deux pilotes à l'arrivée. Or, Sakon Yamamoto abandonne dès le deuxième tour de la course à cause d'un problème de transmission. Takuma Satō prend un bon départ et se retrouve treizième à la fin de la première boucle. Néanmoins, il ne peut lutter avec les pilotes du milieu de peloton et tombe progressivement dans le fond du classement. Takuma Satō est alors quinzième, devant la Midland M16 de Tiago Monteiro ; il abandonne après la casse de sa boîte de vitesses consécutive à une fuite d'huile, après trente-huit tours. Le Japonais, qui s'attendait à un meilleur rythme en course, même s'il est nettement meilleur à celui de la SA05, n'est pas surpris des problèmes de fiabilité de la SA06, qu'il attribue au fait à sa nouveauté,,.
Malgré ce double abandon, Aguri Suzuki estime que cette première sortie de la SA06 est un « début encourageant » pour la suite du championnat, eu égard au rythme affiché par ses pilotes, désormais capables de lutter avec Midland F1 Racing (même si la SA06 rend sept dixièmes à la Midland M16 et trois secondes à la Ferrari 248 F1, la monoplace la plus rapide de l'épreuve). Le patron de l'écurie nippone considère l'épreuve allemande comme une longue séance d'essais qui a permis d'identifier les faiblesses de la monoplace. Celles-ci restent à corriger dès la prochaine manche disputée en Hongrie,,.

### Hongrie: manque de fiabilité malgré la domination sur les Midland

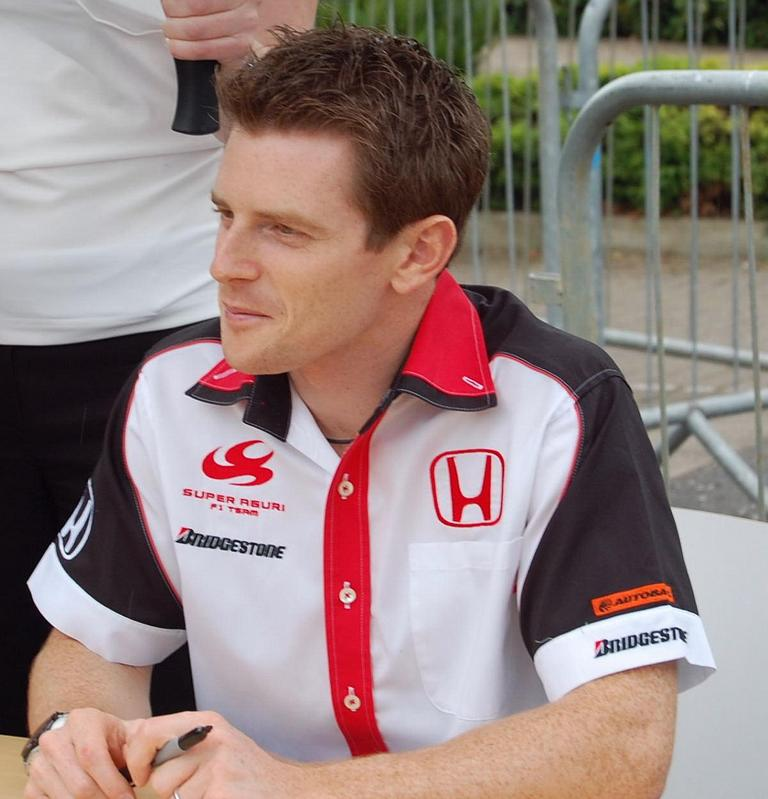
Alors même que Sakon Yamamoto fait ses débuts en Formule 1 avec Super Aguri, Anthony Davidson (ici en 2007), pilote-essayeur de l'écurie Honda, est pressenti pour le remplacer en 2007.

En marge du Grand Prix de Hongrie, disputé du 4 au 6 août, alors que le marché des transferts bat son plein, la presse spécialisée rapporte que Daniele Audetto, le directeur de Super Aguri, a proposé un contrat au Néerlandais Christijan Albers pour piloter, aux côtés de Takuma Satō, en 2007. Néanmoins, le pilote Midland, même s'il considère l'offre avec intérêt, préfère poursuivre avec l'écurie russe qui, selon lui, a progressé au cours de sa première saison. Anthony Davidson, le pilote-essayeur de Honda Racing F1 Team, demeure le favori pour ce second baquet mais pourrait rejeter cette offre si Super Aguri ne se montre pas plus compétitive et n'obtient pas l'autorisation de réutiliser les monoplaces de Honda en 2007,,.
Pour cette treizième manche, organisée sur le lent tracé du Hungaroring, la SA06 bénéficie d'un nouveau package aérodynamique destiné à générer beaucoup d'appui, ce qui nourrit l'espoir de progrès en piste de la part de ses pilotes. La première séance d'essais libres du vendredi est consacrée à l'étude des nouveaux réglages apportés à la monoplace mais les basses températures empêchent les Japonais de mener à bien leur programme : Satō ne boucle que quatre tours, son meilleur en 1 min 29 s 765 à trois secondes des pilotes Midland et à huit secondes du temps de référence établi par Kimi Räikkönen (McLaren-Mercedes). Yamamoto, qui découvre le circuit hongrois, est dix-huitième et à six dixièmes de son équipier,. L'après-midi, alors que de nombreuses écuries engagent un troisième pilote en piste, Satō, chargé d'évaluer les pneumatiques, se classe dix-septième (1 min 24 s 623), à 2,8 secondes de Felipe Massa (Scuderia Ferrari) et devance notamment les trois pilotes de la Scuderia Toro Rosso tandis que Yamamoto est vingt-septième et dernier (1 min 26 s 877),,. Enfin, lors de la dernière séance du samedi matin, Satō rencontre un problème sur son châssis ; dix-huitième en 1 min 24 s 847, il devance néanmoins Jarno Trulli (Toyota), Nick Heidfeld (BMW Sauber), Christijan Albers (Midland) d'au moins cinq dixièmes et Yamamoto, vingt-deuxième et dernier, de 1,4 seconde,,.
En qualifications, Takuma Satō est pris dans le trafic lors de son premier relais et sa voiture est convoquée à la pesée, ce qui entraîne un refroidissement de ses pneumatiques. Ceci l'empêche de réaliser un temps dans des conditions optimales ; vingtième en 1 min 22 s 967, à 3,3 secondes de la pole position de Kimi Räikkönen, il domine Christijan Albers d'un dixième de seconde et son équipier (vingt-deuxième et dernier en 1 min 24 s 016) qui a fait une erreur en piste alors qu'il utilisait son deuxième train de gommes neuves. Pour autant, Satō occupe la dix-neuvième place sur la grille après l'annulation des trois meilleurs temps de Scott Speed (Toro Rosso-Cosworth) et Yamamoto la vingt-et-unième place. Albers étant relégué à la dernière place pour avoir changé de moteur,,,.
Pour la course, disputée sous la pluie, Aguri Suzuki espère avoir ses deux pilotes à l'arrivée afin de recueillir un maximum de données techniques à exploiter pour développer la voiture pendant la pause estivale. Au départ, Sakon Yamamoto tente immédiatement de dépasser les voitures qui le précèdent mais son moteur casse avant la fin du premier tour, après un freinage tardif qui a fait caler la voiture. De son côté, Takuma Satō double Tiago Monteiro et distance les deux pilotes Midland jusqu'à son arrêt aux stands, au trente-troisième tour. Le Japonais rencontre alors un problème d'embrayage qui l'oblige à effectuer des réglages sur son volant pour le résoudre, puis perd un rapport de boîte de vitesses. Ses déboires lui font perdre son avantage sur ses rivaux directs : il termine treizième et dernier, à cinq tours du vainqueur, Jenson Button (Honda),,,.

### Turquie: deux accidents malgré une nouvelle suspension avant

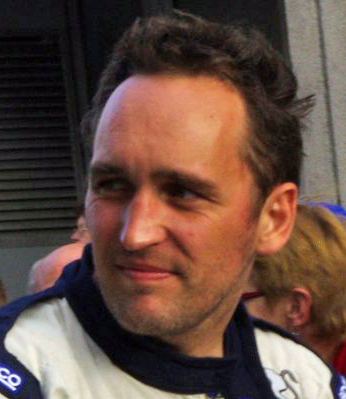
Le Français Franck Montagny (ici en 2011) officie en qualité de pilote-essayeur pour Super Aguri dès le Grand Prix de Turquie 2006 à partir duquel un troisième châssis SA06 est disponible.

Super Aguri aborde la manche turque, du 25 au 27 août, avec des évolutions apportées à la SA06 comprenant une nouvelle suspension avant et une ailette inférieure placée devant les roues arrière. Cette pièce, semblable à celle montée sur la Ferrari 248 F1 et la Midland M16, est destinée à apporter davantage d'appui et à réduire la force de traînée. Comme sur la M16, l'ailette est maintenue par un support relié au fond plat de la voiture. Faute de budget, ces innovations n'ont ni été testées en soufflerie, ni éprouvées lors d'essais privés, mais Takuma Satō ambitionne de battre l'écurie Midland à la fin de la saison,,.
L'écurie nippone entame les essais libres sur le circuit de l'Istanbul Park forte d'une troisième monoplace, confiée à Franck Montagny, mais dont le montage n'a pu avoir lieu que la nuit précédant les essais du vendredi, celle-ci arrivant en retard en Turquie. Le vendredi matin, alors que huit pilotes, dont Takuma Satō, ne réalisent que des tours d'installation, le Français s'empare du seizième temps, en 1 min 31 s 814, à 3,5 secondes de la référence de Kimi Räikkönen (McLaren-Mercedes), et devançant Sakon Yamamoto, dix-huitième, en 1 min 32 s 212,. L'après-midi, vingt-neuf pilotes prennent la piste. Montagny est chargé d'évaluer le comportement des pneumatiques ; seizième en 1 min 30 s 491, il rend 2,4 secondes à l'essayeur Sebastian Vettel (BMW Sauber) mais surclasse Satō, vingt-quatrième, de six dixièmes et Yamamoto, vingt-sixième, de huit dixièmes de seconde. Les trois pilotes Super Aguri sont plus rapides que leurs rivaux de Midland, tandis que Montagny devance les deux pilotes des équipes Williams, BMW Sauber et Giancarlo Fisichella (Renault),,,,. Enfin, le samedi matin, Yamamoto améliore en 1 min 29 s 881 : bien que vingtième, à 2,6 secondes de Michael Schumacher (Ferrari), il est plus rapide que Tiago Monteiro (Midland) de trente-quatre millièmes et que Takuma Satō, vingt-deuxième et dernier, de trois dixièmes de seconde,.
En qualifications, les écuries doivent adapter leurs réglages à des conditions de piste qui changent. Les ingénieurs de Super Aguri modifient l'équilibre de la SA06 mais ne parviennent pas à optimiser la voiture dont les temps au tour deviennent plus lents. Yamamoto (1 min 30 s 607) et Satō, qui souffre d'un problème sur son châssis (1 min 30 s 850), sont vingt-et-unième et vingt-deuxième, à sept dixièmes de seconde de Tiago Monteiro (Midland) qui les précède et à 3,7 secondes de Felipe Massa (Ferrari), l'auteur de la pole position,,,.
Le premier virage de la course est marqué par un accident impliquant Giancarlo Fisichella (Renault) et Nick Heidfeld (BMW Sauber). Kimi Räikkönen (McLaren-Mercedes), qui tente d'éviter les débris, est percuté par Ralf Schumacher (Toyota), alors que Pedro de la Rosa (McLaren-Mercedes) touche Scott Speed (Toro Rosso-Cosworth). Le carambolage implique Tiago Monteiro et Takuma Satō. Le Japonais rentre aux stands pour faire changer ses pneumatiques arrière et examiner son châssis. Reparti avec plusieurs tours de retard, Satō lutte avec une monoplace qui n'a pas pu être correctement réparée et termine non classé, avec dix-sept tours de retard sur le vainqueur Felipe Massa (Ferrari). De son côté, Sakon Yamamoto, qui a évité le carambolage au départ, lutte avec Christijan Albers (Midland) et Scott Speed, avant de partir en tête-à-queue dans le virage no 1, au vingt-troisième tour, ce qui met fin à sa course,,.

### Italie: manque de rythme à Monza
Deux jours après le Grand Prix de Turquie, l'ensemble des écuries de Formule 1 effectue trois jours d'essais à Monza. La première journée, Sakon Yamamoto ne boucle qu'un seul tour avant d'être victime de la crevaison lente de l'un de ses pneumatiques ; ceci cause d'autres problèmes sur sa monoplace et l'empêche de poursuivre sa séance. Les deux autres journées, Yamamoto et Takuma Satō effectuent un programme d'essais, aérodynamiques et pneumatiques. Il se déroule sans encombre et permet à Super Aguri de se préparer pour le Grand Prix d'Italie, qui se déroule sur ce même circuit, du 8 au 10 septembre,,.
Pour cette manche, la SA06 inaugure deux évolutions aérodynamiques. Des ailettes sont installées de part et d'autre du cockpit. Cette pièce, similaire à celle arborée sur la Renault R26, s'en distingue par son épaisseur, leur hauteur et la présence d'une plaquette située à leur extrémité. Les ailettes, testées qu'en essais libres, ne sont pas retenues pour l'épreuve car provoquant une force de traînée handicapante sur le rapide circuit de Monza. D'autre part, le support de l'aileron arrière présente désormais une forme incurvée, comme celle de la Honda RA106, afin d'éliminer la résistance au flux d'air provoqué par cette pièce.
Seuls douze pilotes prennent part aux essais libres du vendredi, les écuries ayant déjà beaucoup appris des tests privés de la semaine précédente. Takuma Satō, le plus rapide des pilotes Super Aguri, est neuvième (en 1 min 26 s 708) et plus lent de 3,4 secondes que Sebastian Vettel (BMW Sauber). Il distance Sakon Yamamoto, dixième, de six dixièmes, Franck Montagny, onzième et souffrant de problèmes sur sa voiture, de neuf dixièmes, et Giorgio Mondini, le pilote-essayeur de Midland, de 1,7 seconde,. L'après-midi, alors que vingt-sept concurrents tournent sur le circuit et qu'un problème l'empêche de terminer son programme d'essais de pneumatiques, Montagny apporte de l'optimisme à son équipe en réalisant le dixième temps, en 1 min 24 s 943, à 2,3 secondes de Vettel. Satō, vingt-sixième, rend 3,4 secondes au Français, tandis que Yamamoto, vingt-septième et dernier, relégué à 1,1 seconde à Montagny, voit sa séance interrompue vingt minutes avant son terme à cause d'une panne de transmission,,,. Enfin, le samedi matin, la hiérarchie s'affirme et le très rapide tracé de Monza met en exergue la lenteur de la SA06 puisque Satō (1 min 24 s 549) et Yamamoto (1 min 24 s 717) réalisent les vingt-et-unième et vingt-deuxième temps, à trois secondes de Felipe Massa (Ferrari),.
Les qualifications confirment le manque de rythme de la petite écurie nippone : Takuma Satō (1 min 24 s 289), vingt-et-unième, tourne 2,8 secondes moins vite que la McLaren MP4-21 de Kimi Räikkönen, auteur de la pole position, et rend aussi quatre dixièmes à Tiago Monteiro (Midland), vingtième sur la grille. Sakon Yamamoto, qui ne boucle qu'un tour rapide avant la crevaison de son pneu arrière gauche, est vingt-deuxième et dernier, avec un temps de 1 min 26 s 001,,,.
Le lendemain en course, Yamamoto prend un bon départ et l'avantage sur son équipier qui s'est élancé depuis les stands, sur Albers et sur Monteiro (Midland) pour le gain de la dix-neuvième place. Les pilotes Midland le doublent au tour suivant puis Satō au cinquième tour. Le novice japonais abandonne au dix-huitième tour à cause d'une panne hydraulique. Au dix-huitième tour, Satō devance Albers et le distance, profitant des difficultés rencontrées par le Néerlandais avec sa boîte de vitesses. Le Japonais finit seizième et avant-dernier de l'épreuve, à deux tours du vainqueur, Michael Schumacher (Ferrari), et à un tour du quinzième, Ralf Schumacher (Toyota). La SA06 est la monoplace la plus lente en course puisqu'elle rend 3,1 secondes à la McLaren MP4-21 et la Ferrari 248 F1 et près d'une seconde à la Toro Rosso STR1 et à la Midland M16 de Tiago Monteiro, celle d'Albers étant affectée d'un problème de transmission tout au long de l'épreuve. Satō se dit déçu que la SA06 n'ait toujours pas pu montrer son plein potentiel après quatre Grands Prix,,,.

### Chine: Satō devant Albers et Speed avant sa disqualification

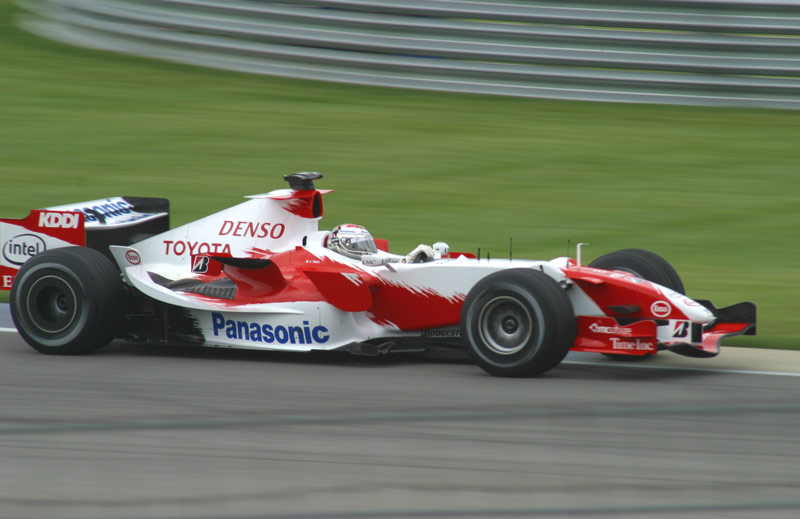
La Toyota TF106 à bord de laquelle Franck Montagny a réalisé les essais privés de Silverstone.

À la mi-septembre, Super Aguri, Renault, McLaren, Toyota, Williams et Midland réalisent des essais privés sur le circuit de Silverstone pour préparer les trois dernières manches du championnat, qui se déroulent hors d'Europe. Takuma Satō est notamment chargé de mener des tests aérodynamiques et pneumatiques. Cette session est marquée par la présence de Franck Montagny au volant de la Toyota TF106. Si la petite écurie japonaise affirme que le Français terminera la saison en qualité de pilote-essayeur, Toyota compte lui proposer un poste similaire en 2007,,.
Dans le même temps, l'organigramme de l'écurie se densifie avec la création d'un poste de directeur sportif, confié à Graham Taylor. Mark Preston, alors Chief Technical Officer, est promu à la direction technique. L'ingénieur Ben Wood est nommé responsable de l'aérodynamique tandis que Stephen Watt devient responsable de l'électronique. Gerry Hughes, l'ingénieur de course de Takuma Satō, occupe également le poste de chef du département de recherche et développement de l'écurie. Mark Preston, le directeur technique, justifie ses changements en arguant qu'ils apportent une stabilité et préparent l'avenir de la structure. En outre, il souligne que les performances de Super Aguri ont progressé tout au long de la saison : « Au début de la saison, nous étions encore à sept pour cent des pilotes les plus rapides, dans les courses les plus récentes, ce n'était que de trois pour cent. C'est un énorme progrès ».
Le Grand Prix de Chine, organisé du 29 septembre au 1er octobre sur le circuit international de Shanghai, est la première étape d'une tournée asiatique de deux manches, dont celle au Japon. Super Aguri ambitionne de réaliser une bonne prestation lors de l'épreuve chinoise et de maintenir cet élan devant son public lors de son Grand Prix national. Takuma Satō aborde pourtant la seizième épreuve du championnat avec une pénalité de dix places sur la grille de départ (ce qui ne devrait avoir peu d'impact sur la place du Japonais sur la grille), ses mécaniciens étant contraints de remplacer son moteur Honda, dont l'alimentation est défectueuse,.
Les essais libres du vendredi sont ponctués par de nombreux ennuis techniques sur les monoplaces. Le matin, Franck Montagny, dixième des dix-huit pilotes en piste (1 min 38 s 464), à 2,8 secondes d'Alexander Wurz (Williams-Cosworth), souffre de l'usure rapide de ses pneus sur le tracé chinois alors qu'il travaille sur les réglages de la voiture. Takuma Satō, quinzième en 1 min 39 s 887, est en difficulté avec sa boîte de vitesses et Sakon Yamamoto, dix-septième en 1 min 41 s 415, subit une panne hydraulique,,. L'après-midi, sur une piste humide, le Français réalise de longs relais et des tests de performance. Bien que malade toute la journée, il impressionne les observateurs en obtenant le septième temps de la séance, en 1 min 37 s 278, à 1,7 secondes d'Alexander Wurz. Yamamoto, en difficulté avec les réglages de sa monture, n'est que vingt-cinquième, à 2,4 secondes de Montagny. Le Japonais devance les deux pilotes Red Bull Racing, Robert Doornbos et David Coulthard, et Satō, vingt-neuvième et toujours victime de problèmes de boîte de vitesses, de six dixièmes,,,,. Enfin, le samedi matin, sur une piste s'asséchant, Takuma Satō évalue les gommes sèches et pluie, ces dernières ne donnant pas satisfaction. Seizième en 1 min 43 s 722, à 3,5 secondes de Michael Schumacher (Ferrari), il devance néanmoins les deux pilotes Toyota, Jarno Trulli et Ralf Schumacher ; Robert Doornbos (Red Bull-Ferrari) et Sakon Yamamoto, vingtième et dernier, qui, relégué à 3,1 secondes de son équipier, perturbé par les mauvaises conditions en piste,.

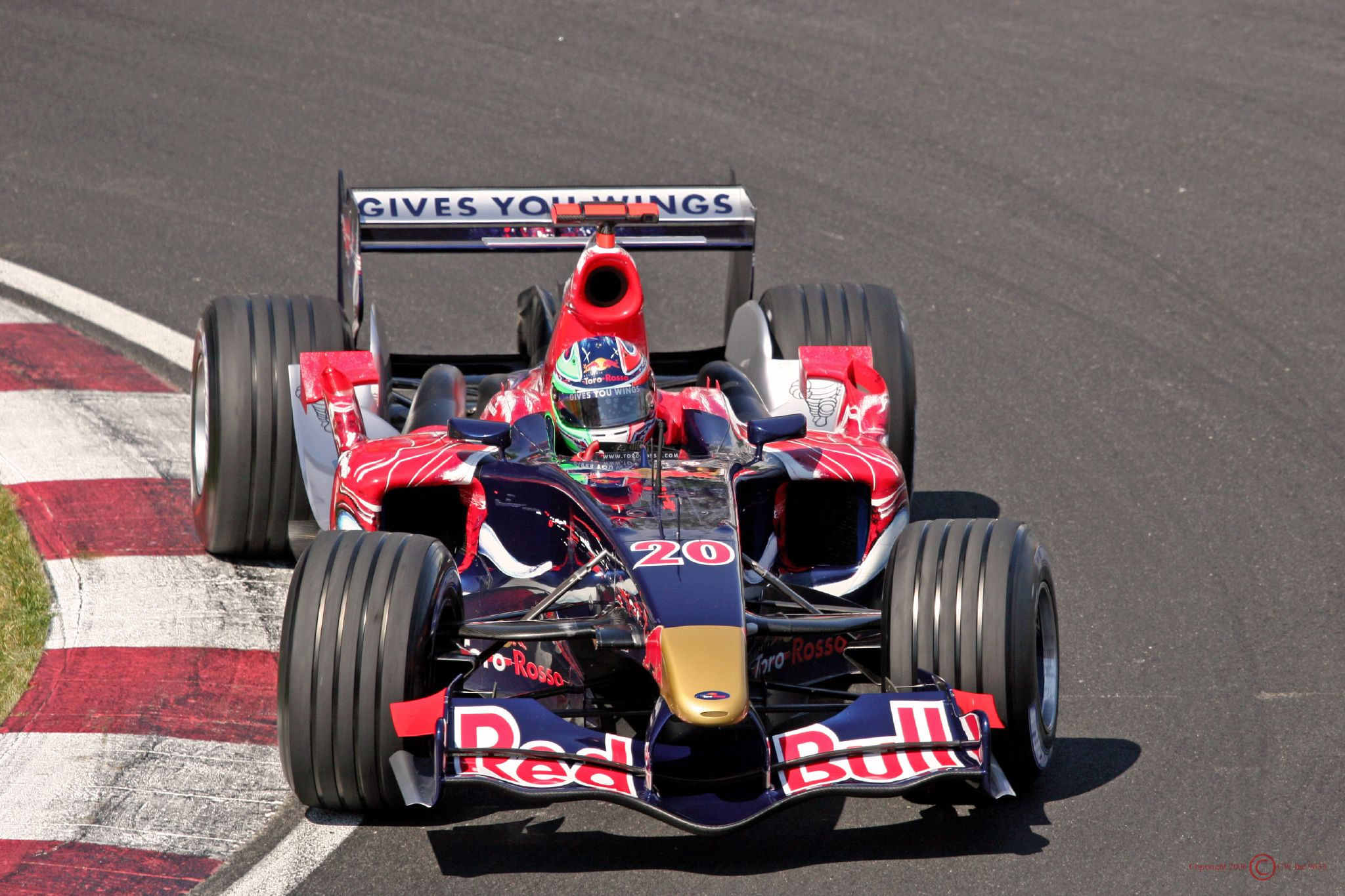
En Chine, la Super Aguri SA06 de Takuma Satō tourne neuf dixièmes de seconde au tour plus vite que la Toro Rosso STR1 de Vitantonio Liuzzi…

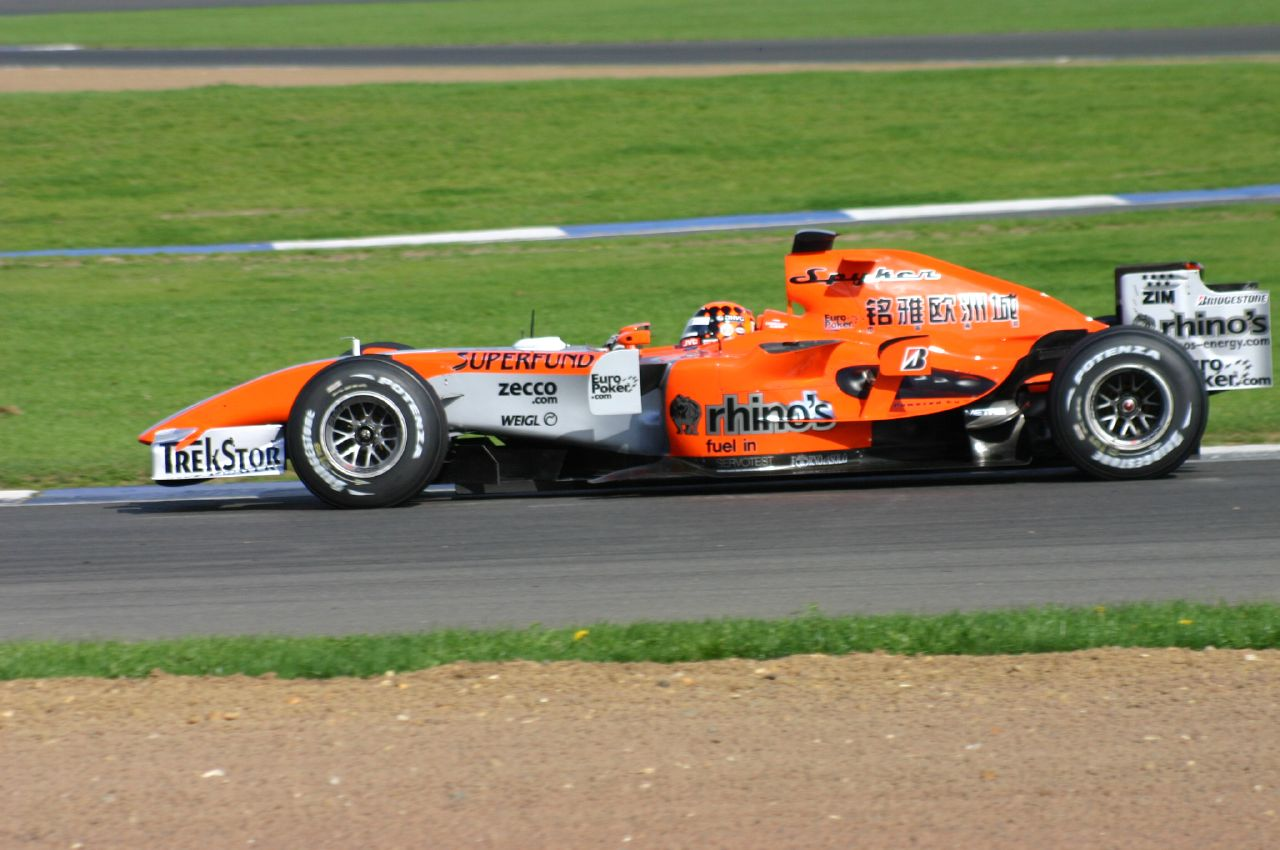
… et quatre dixièmes plus vite que la Midland M16 de Christijan Albers…

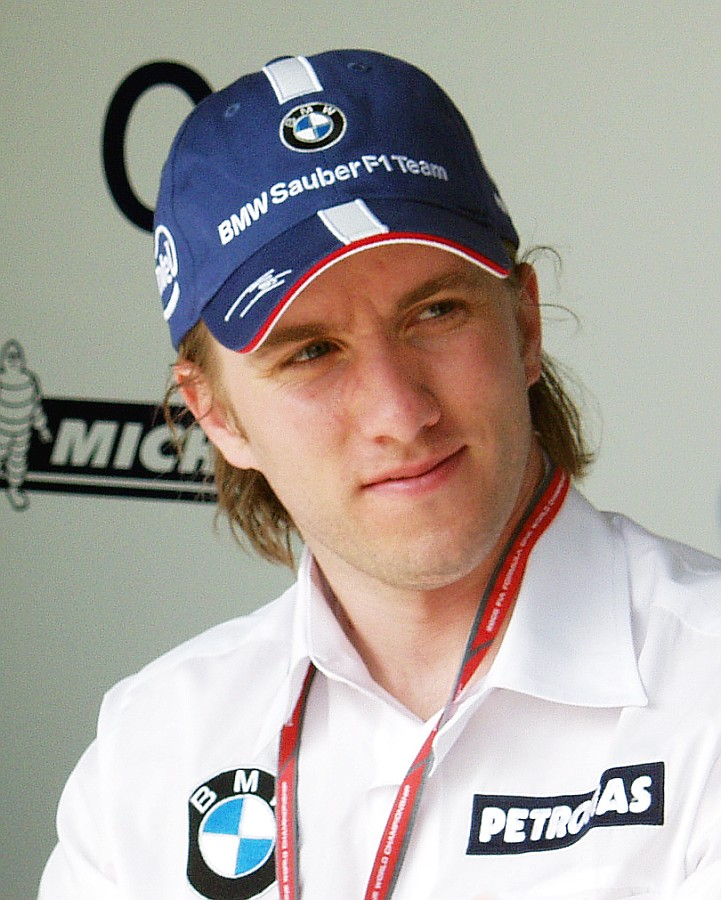
… mais provoque le courroux de Nick Heidfeld (ici en 2006), gêné par le Japonais en fin de course.

La session de qualification se déroule sous une pluie qui s'intensifie au fil du temps : les pilotes Super Aguri sont perturbés dans leurs premiers tours par une interruption de séance sur drapeau rouge. Ils ressortent de leur garage pour les trois dernières minutes de la Q1 mais la piste, détrempée, ne leur permet pas d'améliorer. Takuma Satō se contente du vingt-et-unième temps, en 1 min 50 s 326, à près de six secondes de la pole position de Fernando Alonso (Renault). Sakon Yamamoto, dernier, tourne en 1 min 55 s 560. Toutefois, à la faveur de la pénalité de dix places sur la grille infligée à Felipe Massa (Ferrari) qui a changé de moteur et l'annulation des temps de Christijan Albers (Midland) qui a ignoré le contrôle des commissaires de course, Yamamoto et Satō prennent les dix-neuvième et vingt-et-unième places sur la grille et se disent prêts pour la course, quelle que ce soit la météo annoncée,,,.
Au départ, Yamamoto et Satō se retrouvent devant leurs rivaux de Midland F1 Racing au premier virage. Au dix-huitième tour, Yamamoto observe un arrêt au stand et repart dernier. Les abandons de ses concurrents lui permettent de terminer seizième, sa première arrivée en Formule 1, à quatre tours du vainqueur Michael Schumacher (Ferrari) et à un tour de Christijan Albers (Midland), quinzième de l'épreuve. De son côté, Satō affiche un meilleur rythme de course en reléguant son équipier et les pilotes Midland d'au moins six dixièmes de seconde au tour ; il se classe quatorzième, à un tour de Schumacher mais devant Albers et Scott Speed (Toro Rosso-Cosworth). En fin de course, le Japonais ignore pendant un tour les drapeaux bleus qui lui intiment de laisser passer Nick Heidfeld, quatrième. Le pilote BMW Sauber est alors rattrapé par Jenson Button et Rubens Barrichello (Honda) qui le percute. Septième de la course, Heidfeld se rend dans le garage de Super Aguri et accuse, par erreur, Sakon Yamamoto (qui ne comprend pas l'invective de l'Allemand). Il lui reproche de l'avoir délibérément bloqué pour favoriser les pilotes Honda, dont l'écurie fournit les moteurs à Super Aguri ; ce que dément Nick Fry, le directeur de l'équipe japonaise. Takuma Satō est alors disqualifié de la course, alors que celle-ci était pour Aguri Suzuki une réussite, eu égard à la double arrivée de ses pilotes, le bon rythme de course de son premier pilote et la bonne fiabilité de la SA06,,,,,,,.

### Japon: deux voitures à l'arrivée pour la course à domicile
Une semaine plus tard, le plateau se rend à Suzuka pour le Grand Prix du Japon, du 6 au 8 octobre. En marge de cette épreuve, les rumeurs se font de plus en plus insistantes quant à la titularisation du Britannique Anthony Davidson aux côtés de Takuma Satō en 2007. En outre, alors que la majorité des écuries acceptent de modifier les accords de la Concorde afin de permettre à Super Aguri d'utiliser des châssis Honda en 2007, Midland F1 Racing s'y oppose, arguant que cela donnerait un avantage à sa rivale japonaise et que cette solution ne serait acceptable que si les droits télévisuels de la Formule 1 étaient répartis entre toutes les écuries et non seulement aux dix premières du championnat du monde des constructeurs, ce que refusent les équipes de pointe.
Super Aguri espère faire bonne figure pour sa course à domicile : Aguri Suzuki, qui a obtenu son unique podium en Formule 1 lors du Grand Prix du Japon 1990, fixe pour objectifs d'avoir ses deux pilotes à l'arrivée et de ne pas terminer aux deux dernières places, même si les observateurs de la discipline estiment que la SA06 demeure encore trop lente pour être vraiment compétitive ; il précise néanmoins que la « SA06 a été presque entièrement conçue en pensant au circuit de Suzuka » et que son équipe « devra se donner à 110 % ». Takuma Satō se dit confiant mais avoue que ce Grand Prix national sera « très difficile, à la fois physiquement et mentalement ». La SA06 arbore une plaquette horizontale de part et d'autre des extrémités de l'aileron avant, afin d'améliorer la circulation du flux d'air devant les roues avant,,,.
L'écurie japonaise conclut, pour cette épreuve, un partenariat avec la compagnie aérienne britannique Virgin Atlantic dont les logos ornent les monoplaces et le casque de Satō, qui a bénéficié du soutien personnel de cette entreprise pendant trois ans.
Les essais libres du vendredi sont consacrés à l'évaluation du comportement des pneumatiques et à la recherche des réglages adéquats. Mais les conditions climatiques changeantes mettent à mal les plans de Super Aguri, qui ne connaît toutefois pas le moindre problème sur les monoplaces. Le matin, sous la pluie, seuls les pilotes-essayeurs du plateau et les titulaires de l'écurie japonaise réalisent des tours chronométrés. Franck Montagny s'empare de la huitième marque, en 1 min 47 s 918, à 2,5 secondes de la meilleure performance établie par Anthony Davidson (Honda). Lors de son dernier tour, alors que Montagny est sur le point de battre le temps du Britannique, un tête-à-queue et un passage dans les graviers le contrarient ; il devance toutefois Alexander Wurz (Williams-Cosworth), Takuma Satō (dixième en 1 min 48 s 042) et Sakon Yamamoto, onzième et dernier (en 1 min 50 s 479),,. L'après-midi, sur une piste sèche, Montagny fournit de précieuses informations sur les gommes à utiliser pour l'épreuve et donne satisfaction à Aguri Suzuki. Dix-neuvième en 1 min 37 s 354, il est distancé de trois secondes par Giancarlo Fisichella (Renault). Il est plus rapide que les pilotes Red Bull Racing et Toro Rosso. Satō, vingt-sixième et plus lent de plus d'une seconde que le Français, devance Nick Heidfeld (BMW Sauber), Yamamoto, vingt-huitième et relégué à une demi-seconde, et le pilote-essayeur de Midland, Adrian Sutil,,. Enfin, lors de la dernière session, le samedi matin, malgré leur aisance avec la voiture, Yamamoto et Satō ne peuvent faire mieux que les deux derniers temps, en 1 min 34 s 646 et 1 min 34 s 727, à quatre secondes de Michael Schumacher (Ferrari) et à une seconde des pilotes qui les devancent,.
Lors des qualifications, Takuma Satō profite des problèmes rencontrés sur la monoplace de Tiago Monteiro (Midland) pour prendre la vingtième place sur la grille, en 1 min 33 s 666, à quatre secondes de la pole position de Felipe Massa (Ferrari). Le Japonais estime néanmoins que sa monoplace, reléguée à au moins une seconde du reste du plateau, n'est pas assez rapide. Sakon Yamamoto, victime d'une panne moteur, ne réalise aucun tour chronométré et s'élance de la vingt-deuxième et dernière place. Aguri Suzuki déclare que son équipe doit « grandement améliorer les performances de la voiture car ce n'est toujours pas suffisant »,,.
Le lendemain, les pilotes de Super Aguri réalisent une nouvelle course anonyme, en fond de peloton, malgré le soutien du public japonais venu les soutenir. Takuma Satō maintient sa domination face à Tiago Monteiro (Midland) et franchit la ligne d'arrivée quinzième, à un tour du vainqueur, Fernando Alonso (Renault). Il reçoit l'acclamation du public, qui n'a d'yeux que pour Super Aguri : les deux grands constructeurs nippons présents en Formule 1, Honda et Toyota, sont boudés par les locaux, qui les perçoivent comme des écuries européennes. Sakon Yamamoto, dernier tout au long de l'épreuve, termine dix-septième à trois tours de l'Espagnol, juste devant Scott Speed (Toro Rosso), qui connaît un problème de direction en fin de course. Malgré ce très modeste résultat, Aguri Suzuki déclare : « Je voudrais dire « merci » à tout le monde : mon équipe, les fans, tous ceux qui nous ont soutenus. C'est un excellent résultat pour nous d'avoir une arrivée avec deux voitures ici et les deux pilotes ont fait un excellent travail aujourd'hui. Pour le moment, cependant, c'est un résultat parfait pour nous alors que nous sommes encore une petite et nouvelle équipe. » Cette course confirme les progrès de la SA06 qui affiche un rythme au tour plus rapide de deux dixièmes de seconde que la Midland M16,,,,,.

### Brésil: Satō dans les dix premiers

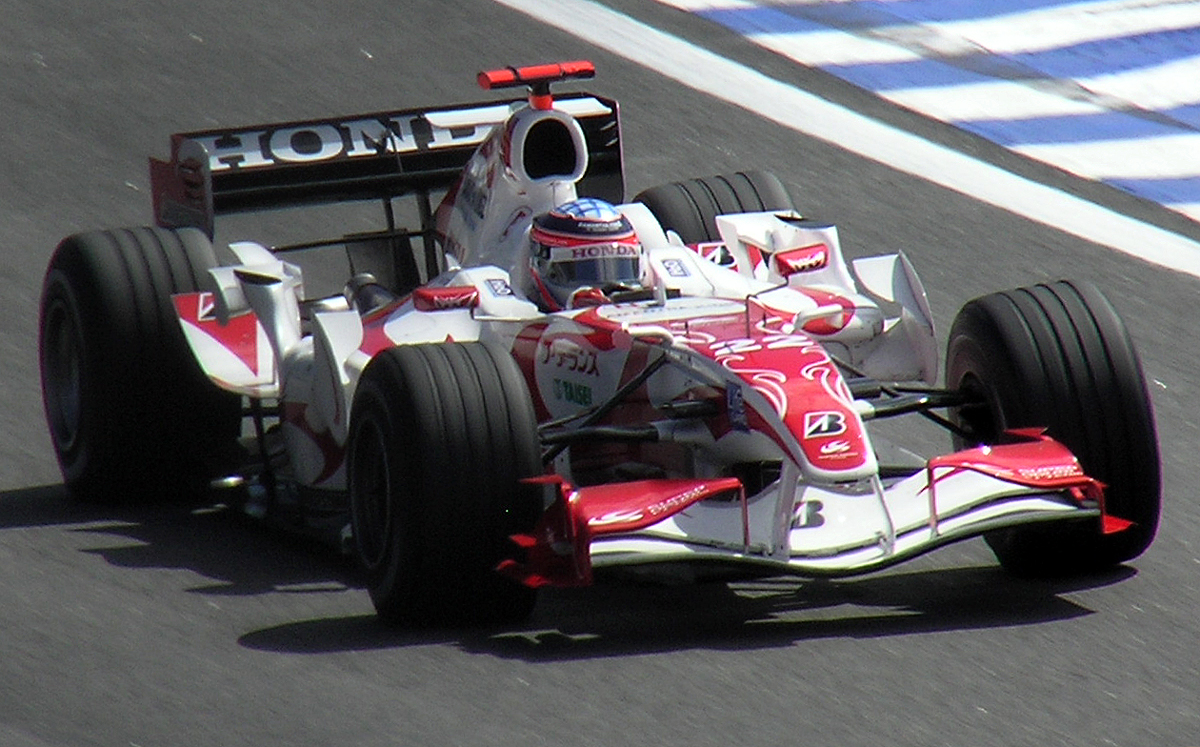
Takuma Satō réalise la meilleure performance de Super Aguri en 2006 en terminant dixième du Grand Prix du Brésil….

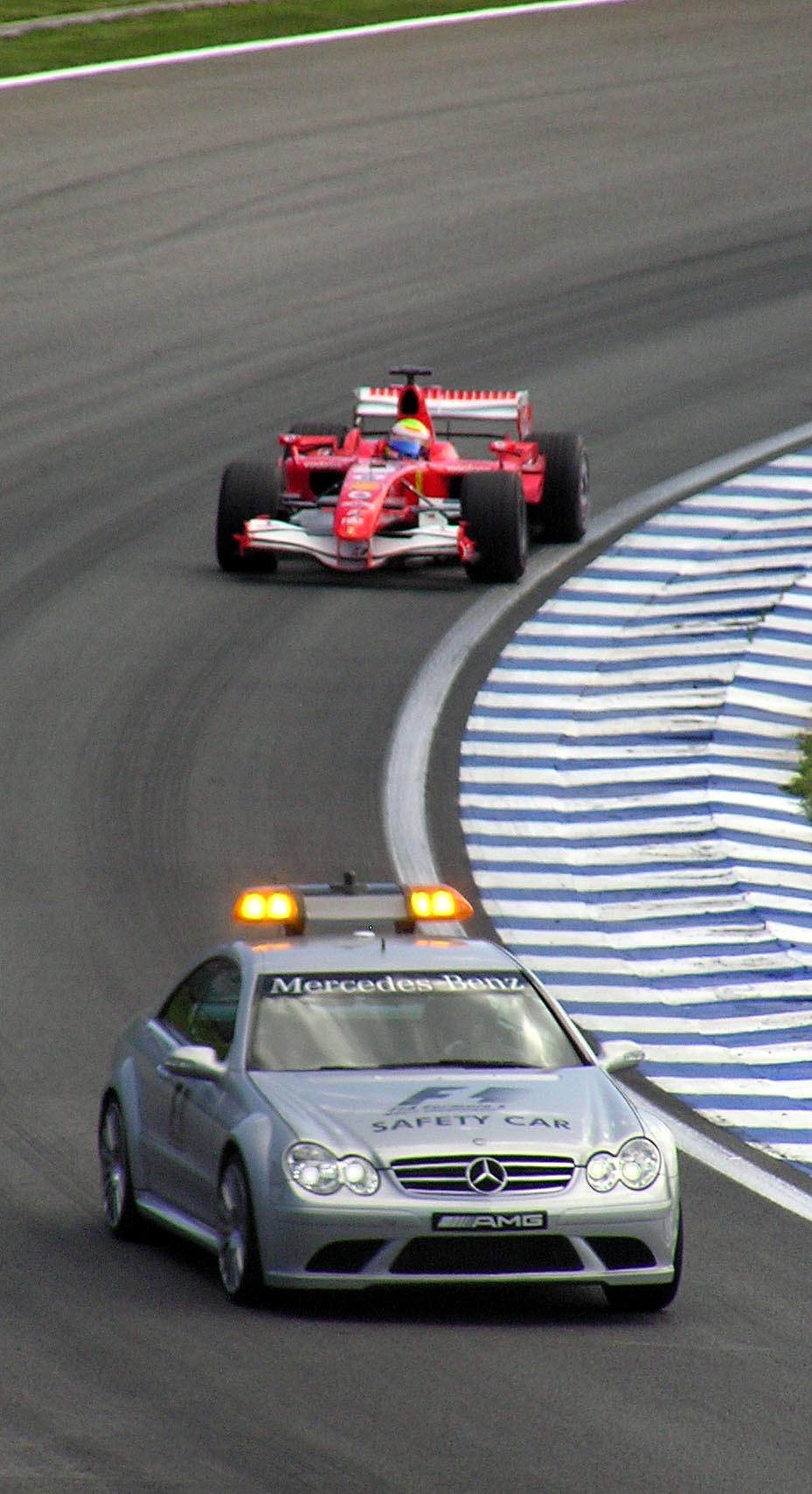
… et impressionne en rivalisant sur les temps au tour avec la Ferrari 248 F1 du meneur de la course, Felipe Massa (ici derrière la voiture de sécurité en début d'épreuve).

Quinze jours après l'épreuve japonaise, du 20 au 22 octobre, se tient l'ultime manche du championnat, sur le circuit d'Interlagos au Brésil. C'est l'occasion pour Aguri Suzuki de faire le bilan de la première saison de son écurie en Formule 1, ponctuée de progrès : « Notre première saison a été une longue ascension. Nous avons fait beaucoup de progrès dans des conditions difficiles. Nous ne sommes donc plus en compétition pour le bacon et les haricots, nous sommes un participant sérieux. J'espère que nous pourrons également jouer un rôle important au Brésil et obtenir de bons résultats. »
Pour les essais libres du vendredi matin, qui ne voient que dix-sept pilotes effectuer un tour chronométré, Takuma Satō devance le Vénézuélien Ernesto Viso, essayeur de Midland F1 Racing, et les pilotes de la Scuderia Toro Rosso, Scott Speed et Vitantonio Liuzzi pour boucler le douzième temps, en 1 min 16 s 534, à 2,7 secondes du temps de référence de Kimi Räikkönen (McLaren-Mercedes). Sakon Yamamoto, seizième, est relégué à huit dixièmes de son équipier quand Franck Montagny, dix-septième et dernier, rend 1,2 seconde à Satō : le Français ne boucle que six tours avant de percuter le mur des stands, victime de la rupture de sa colonne de direction,,. L'après-midi, Montagny, pour sa dernière sortie avec Super Aguri avant de rejoindre Toyota F1 Team, effectue deux tests de pneumatiques et s'empare du huitième temps (1 min 13 s 792) à 1,2 seconde de Alexander Wurz (Williams-Cosworth). Cette performance montre, selon le Français, que la petite équipe nippone « est de plus en plus bonne ». Vingt-et-unième en 1 min 15 s 023, Satō devance à nouveau les pilotes Red Bull et Toro Rosso tandis que Yamamoto, vingt-neuvième et dernier en 1 min 18 s 321, part en tête-à-queue et endommage sa monoplace, ce qui compromet une bonne partie de sa séance,,,,. Enfin, lors de la troisième séance, le samedi matin, Satō améliore, en 1 min 13 s 814, et se classe dix-septième à 2,3 secondes de Felipe Massa (Ferrari). Il devance les pilotes de l'écurie Midland ainsi que David Coulthard (Red Bull-Ferrari) et Jarno Trulli (Toyota). Yamamoto, concentré sur l'amélioration de l'équilibre de sa monture, est vingt-deuxième et dernier, en 1 min 14 s 875,,.

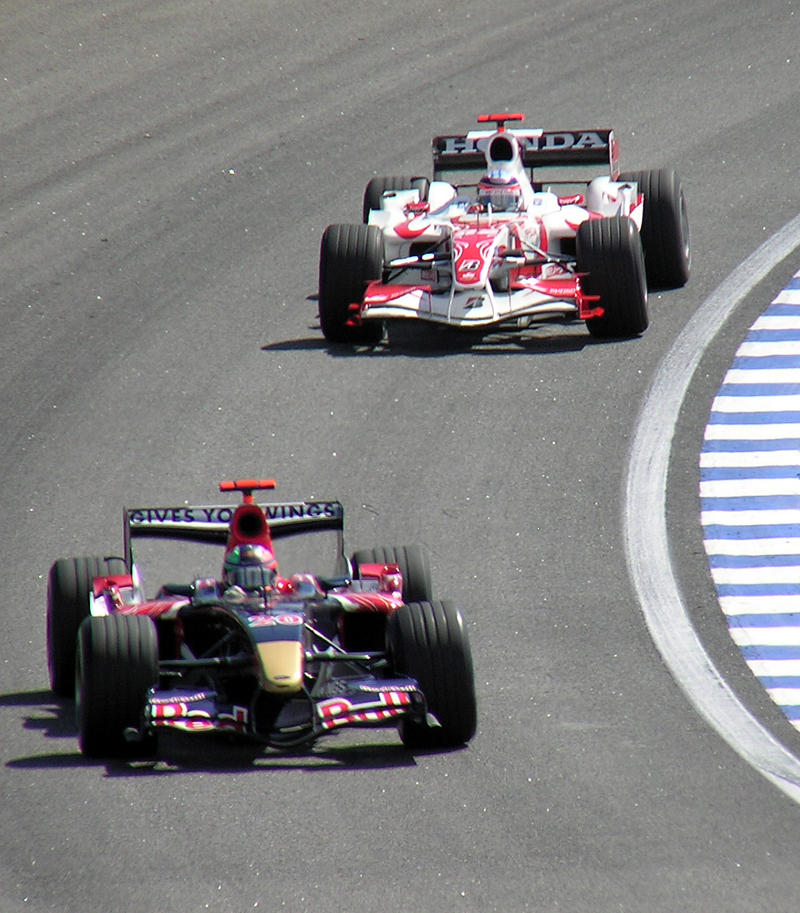
Takuma Satō à la poursuite de Vitantonio Liuzzi (Toro Rosso-Cosworth) à Interlagos.

Malgré le bon comportement de la SA06, les qualifications demeurent modestes. Les Japonais devancent seulement Tiago Monteiro (Midland), qui n'effectue aucun temps. Satō se qualifie vingtième, en 1 min 13 s 269, à 2,5 secondes de la pole position de Massa, mais dans un mouchoir de poche avec les autres pilotes éliminés en Q1. Yamamoto se contente du vingt-et-unième temps, en 1 min 13 s 357. Yamamoto et Satō gagnent néanmoins une place sur la grille en profitant de la pénalité d'un recul de dix places infligé à Robert Doornbos (Red Bull-Ferrari) pour avoir changé de moteur,,,.
Le lendemain au départ de la course, Takuma Satō dépasse Christijan Albers (Midland) et David Coulthard (Red Bull-Ferrari). Il profite des déboires des pilotes Williams (qui provoquent la sortie de la voiture de sécurité à la fin du premier tour) pour se retrouver quinzième. Le Japonais part à l'attaque des pilotes de la Scuderia Toro Rosso, Vitantonio Liuzzi et Scott Speed, tout au long de l'épreuve et bénéficie d'arrêts aux stands menés rapidement pour ressortir devant eux en fin de course. La SA06 de Satō, particulièrement agile sur le tracé d'Interlagos, tourne même plus vite que la Ferrari 248 F1 de Massa au quarante-deuxième tour. Il rallie l'arrivée à la dixième place, à un tour de Massa, quand Yamamoto, en lutte avec Monteiro (Midland) durant toute la course, termine seizième et avant-dernier, à deux tours du vainqueur. La SA06 est la sixième monoplace la plus rapide du plateau en course : Yamamoto et Satō réalisent les septième et neuvième meilleur tours en course, à 1,2 seconde de la Ferrari 248 F1 de Michael Schumacher. Seules les Renault R26, la Honda RA106 de Jenson Button et la McLaren MP4-21 de Kimi Räikkönen sont plus véloces que la monoplace du « petit Poucet » du plateau. À l'issue de la course, Aguri Suzuki félicite son équipe et parle d'un résultat incroyable,,,,,,.
Au terme de la saison, l'écurie Super Aguri Formula 1 Team est classée onzième et dernière du championnat du monde des constructeurs, sans aucun point (comme Midland F1 Racing, dixième). Les pilotes de l'équipe japonaise, Takuma Satō, Yuji Ide, Sakon Yamamoto et Franck Montagny, se classent vingt-troisième, vingt-cinquième, vingt-sixième et vingt-septième du championnat du monde des pilotes,.

## Devenir des monoplaces
En juillet 2008, le cabinet PKF, chargé de la liquidation judiciaire de Super Aguri, annonce qu'un des actionnaires de la défunte écurie, SHM Smith Hodgkinson, mettra en vente une monoplace SA06 sur eBay. Puis une vente aux enchères de collectors destinés aux amateurs de sport automobile est organisée fin juillet en Grande-Bretagne. Un Japonais achète pour 105 000 dollars une des monoplaces pilotées par Takuma Satō. En réalité, il ne s'agit pas d'une voiture complète mais d'un châssis roulant démuni de son bloc Honda et de sa boîte de vitesses.
En 2022, le championnat MAXX Formula, qui réunit d'anciennes monoplaces de Formule 1, de GP2 Series et des World Series, annonce qu'une Super Aguri SA06 rejoint la compétition, aux côtés de la Jaguar R5, la Toro Rosso STR8, l'Arrows A22 et la Benetton B187.

## Résultats en championnat du monde de Formule 1
| Saison | Écurie                     | Moteur          | Pneus       | Pilotes        | Courses | Courses | Courses | Courses | Courses | Courses | Courses | Courses | Courses | Courses | Courses | Courses | Courses | Courses | Courses | Courses | Courses | Courses | Points inscrits | Classement |
| Saison | Écurie                     | Moteur          | Pneus       | Pilotes        | 1       | 2       | 3       | 4       | 5       | 6       | 7       | 8       | 9       | 10      | 11      | 12      | 13      | 14      | 15      | 16      | 17      | 18      | Points inscrits | Classement |
| ------ | -------------------------- | --------------- | ----------- | -------------- | ------- | ------- | ------- | ------- | ------- | ------- | ------- | ------- | ------- | ------- | ------- | ------- | ------- | ------- | ------- | ------- | ------- | ------- | --------------- | ---------- |
| 2006   | Super Aguri Formula 1 Team | Honda V8 RA806E | Bridgestone |                | BAH     | MAL     | AUS     | SMR     | EUR     | ESP     | MON     | GBR     | CAN     | USA     | FRA     | ALL     | HON     | TUR     | ITA     | CHI     | JAP     | BRÉ     | 0               | 11e        |
| 2006   | Super Aguri Formula 1 Team | Honda V8 RA806E | Bridgestone | Takuma Satō    |         |         |         |         |         |         |         |         |         |         |         | Abd     | 13e     | Nc      | 16e     | Dsq     | 15e     | 10e     | 0               | 11e        |
| 2006   | Super Aguri Formula 1 Team | Honda V8 RA806E | Bridgestone | Sakon Yamamoto |         |         |         |         |         |         |         |         |         |         |         | Abd     | Abd     | Abd     | Abd     | 16e     | 17e     | 16e     | 0               | 11e        |

Légende : 
| Couleur  | Résultat                                                                                         |
| -------- | ------------------------------------------------------------------------------------------------ |
| Or       | Vainqueur                                                                                        |
| Argent   | 2e place                                                                                         |
| Bronze   | 3e place                                                                                         |
| Vert     | Classé dans les points                                                                           |
| Bleu     | Classé hors des points Non classé (Nc.)                                                          |
| Violet   | Abandon (Abd.)                                                                                   |
| Rouge    | Non qualifié (Nq.) Non pré-qualifié (Npq.)                                                       |
| Noir     | Disqualifié (Dsq.)                                                                               |
| Blanc    | Non partant (Np.) Forfait (Forf.) Suspendu (Susp.) Course annulée (A.)                           |
| Gras     | Pole position                                                                                    |
| Italique | Meilleur tour en course                                                                          |
| *        | Le pilote a abandonné mais est classé pour avoir parcouru plus de 90 % de la distance de course. |
| +        | Résultat en course Sprint (si arrivée dans les points).                                          |